# Joseph L. Morphis

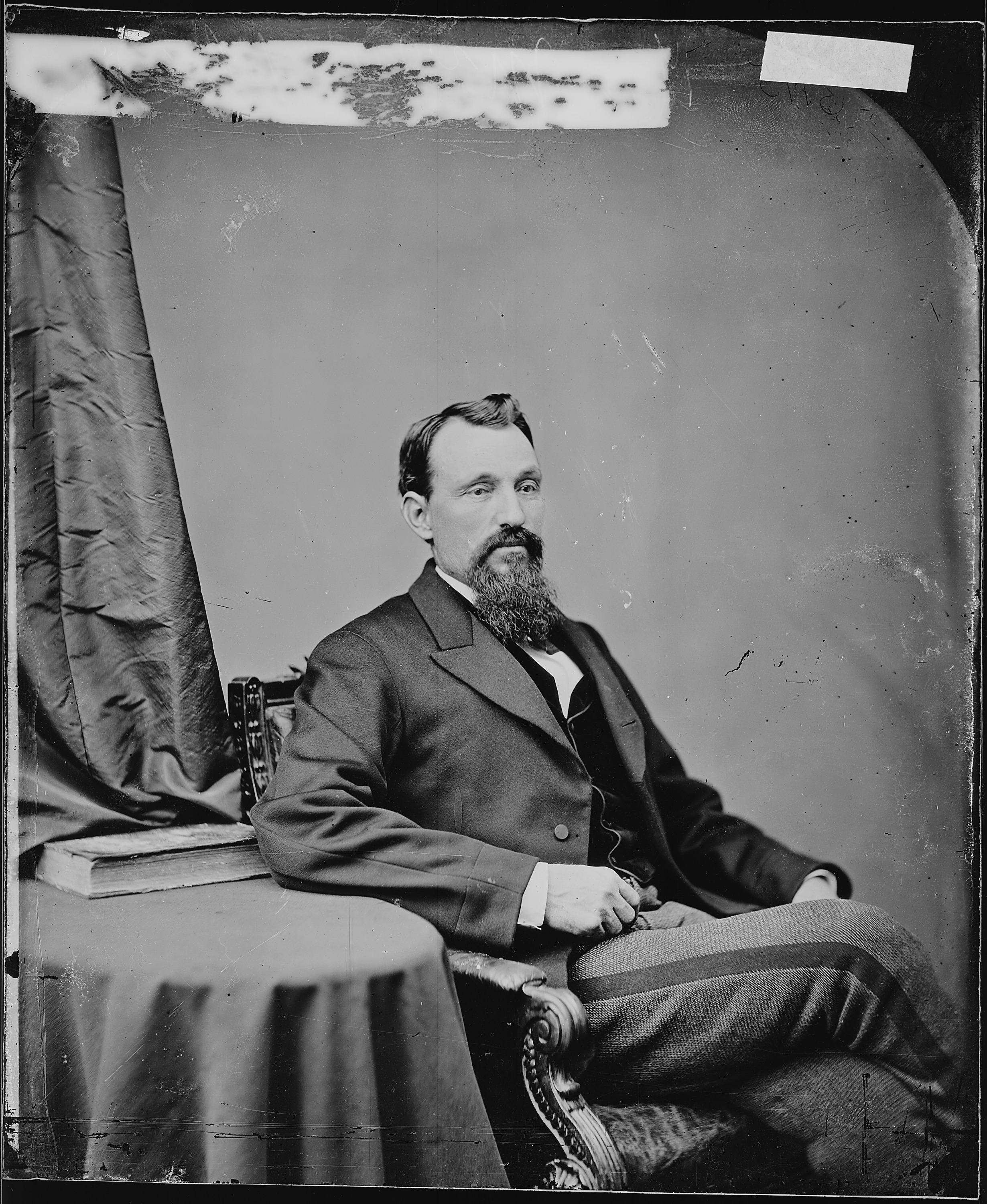
Joseph L. Morphis

Joseph Lewis Morphis (* 17. April 1831 bei Pocahontas, McNairy County, Tennessee; † 29. Juli 1913 in Cleveland, Oklahoma) war ein US-amerikanischer Politiker. Zwischen 1870 und 1873 vertrat er den zweiten Wahlbezirk des Bundesstaats Mississippi im US-Repräsentantenhaus.

## Werdegang
Joseph Morphis besuchte die Grundschule in seiner Heimat und arbeitete dann als Pflanzer in Tennessee. Während des Bürgerkrieges war er von 1861 bis 1865 Captain in der Armee der Konföderierten Staaten. Bereits während des Krieges hatte er seinen Wohnsitz nach Pontotoc in Mississippi verlegt. Nach dem Krieg wurde Morphis Mitglied der Republikanischen Partei. Im Jahr 1865 war er Delegierter auf der Versammlung zur Überarbeitung der Staatsverfassung von Mississippi. In den Jahren 1866 bis 1868 war Joseph Morphis Mitglied des Repräsentantenhauses von Mississippi.
Nach der Wiederaufnahme des Staates Mississippi in die Union wurde Morphis in das US-Repräsentantenhaus gewählt. In Washington, D.C. nahm er am 23. Februar 1870 den Sitz ein, den Reuben Davis neun Jahre zuvor aufgegeben hatte. Nach einer Wiederwahl bei den regulären Kongresswahlen des Jahres 1870 konnte er sein Mandat im Kongress bis zum 3. März 1873 ausüben. Für die Wahlen des Jahres 1872 wurde er von seiner Partei nicht mehr nominiert. 1877 wurde er von Präsident Rutherford B. Hayes zum US Marshal für das nördliche Mississippi ernannt. Dieses Amt bekleidete er bis 1885. Zwischen 1890 und 1901 war er im Handel mit den Indianern in der Osagereservation tätig. Danach zog er sich in den Ruhestand zurück.